# رابرت استانگلند
رابرت استانگلند (انگلیسی: Robert Stangland; ۵ اکتبر ۱۸۸۱ – ۱۵ دسامبر ۱۹۵۳) ورزشکار دو و میدانی اهل ایالات متحده آمریکا بود.